# Gotovlje
Gotovlje – wieś w Słowenii, w gminie Žalec. W 2018 roku liczyła 1172 mieszkańców.